# 130 Tauri
130 Tauri är en gulvit jätte i Oxens stjärnbild.
130 Tau har visuell magnitud +5,46 och befinner sig på ett avstånd av ungefär 1780 ljusår.